# آرامیس نایت
آرامیس نایت (بالإنجليزية: Aramis Knight)‏ هو ممثل أمريكي ولد في 3 أكتوبر 1999،والده من أصول هندية وبكستانية بينما والدته من أصول إنجليزية، أيرلندية وألمانية.

## وصلات خارجية
- آرامیس نایت على موقع IMDb (الإنجليزية)
- آرامیس نایت على موقع ألو سيني (الفرنسية)
- آرامیس نایت على موقع أول موفي (الإنجليزية)
- آرامیس نایت على موقع قاعدة بيانات الفيلم (الإنجليزية)